# Suttorf (Neustadt am Rübenberge)
Suttorf ist einer von 35 Ortsteilen der Stadt Neustadt am Rübenberge in der niedersächsischen Region Hannover. Das Dorf ist ein typisches Straßendorf und erstreckt sich an der Hauptstraße entlang der Leineaue. Von dieser Hauptstraße gehen nur einzelne Straßen ab, die sich in kleinere Wege verzweigen. Im Laufe der Jahrzehnte haben sich mehrere Siedlungsschwerpunkte herausgebildet, die von Äckern und Wiesen unterbrochen werden. Fachwerkhäuser und zahlreiche noch bewirtschaftete Bauernhöfe prägen das zentrale Ortsbild.

## Geografie
Der Ort liegt auf einem Geestrücken am rechten Ufer der Leine, nördlich der Kernstadt Neustadt an der Straße nach Schwarmstedt. Im Westen ist der Ort von der Leineaue begrenzt, im Osten durch Waldstücke.

## Geschichte
Suttorf wird erstmals vermutlich in Urkunden des Klosters Corvey im frühen 12. Jahrhundert als Villikation Sutdoref erwähnt, die unter dem von 1107 bis 1128 in Corvey wirkenden Abt Erkenbert verfasst wurden. Corveyer Villikationen gab es damals auch in den nahegelegenen Orten Wulfelade und Laderholz.

### Eingemeindungen
Im Zuge der Gebietsreform in Niedersachsen verlor die Gemeinde Suttorf am 1. März 1974 ihre politische Selbständigkeit und wurde ein Ortsteil von Neustadt am Rübenberge.

### Einwohnerentwicklung
| Jahr | Einwohner | Quelle |
| ---- | --------- | ------ |
| 1910 | 435       | [ 4 ]  |
| 1925 | 443       | [ 5 ]  |
| 1933 | 418       | [ 5 ]  |
| 1939 | 447       | [ 5 ]  |
| 1950 | 875       | [ 6 ]  |
| 1956 | 666       | [ 6 ]  |
| 1973 | 694       | [ 7 ]  |
| 2018 | 1000      | [ 1 ]  |
| 2020 | 994       | [ 8 ]  |
| 2023 | 994       | [ 2 ]  |

|  |

## Politik

### Ortsrat
Der Ortsrat von Suttorf setzt sich aktuell aus einer Ratsfrau und sechs Ratsherren zusammen. Im Ortsrat befinden sich zusätzlich 21 beratende Mitglieder.
Sitzverteilung:
- SPD: 3 Sitze
- CDU: 3 Sitze
- UWG-NRÜ: 1 Sitz

(Stand: Kommunalwahl 12. September 2021)

### Ortsbürgermeister
Die Ortsbürgermeisterin ist Elvira Goldmann (SPD), der Stellvertretende Ortsbürgermeister ist Christoph Stolle (UWG)
Die weiteren Mitglieder des Ortsrates:
- CDU: Wilhelm Wesemann, Rainer Köhne, Jochen Krumm
- SPD: Christoph Schwaiger, Marcel Dahlke

## Kultur und Sehenswürdigkeiten

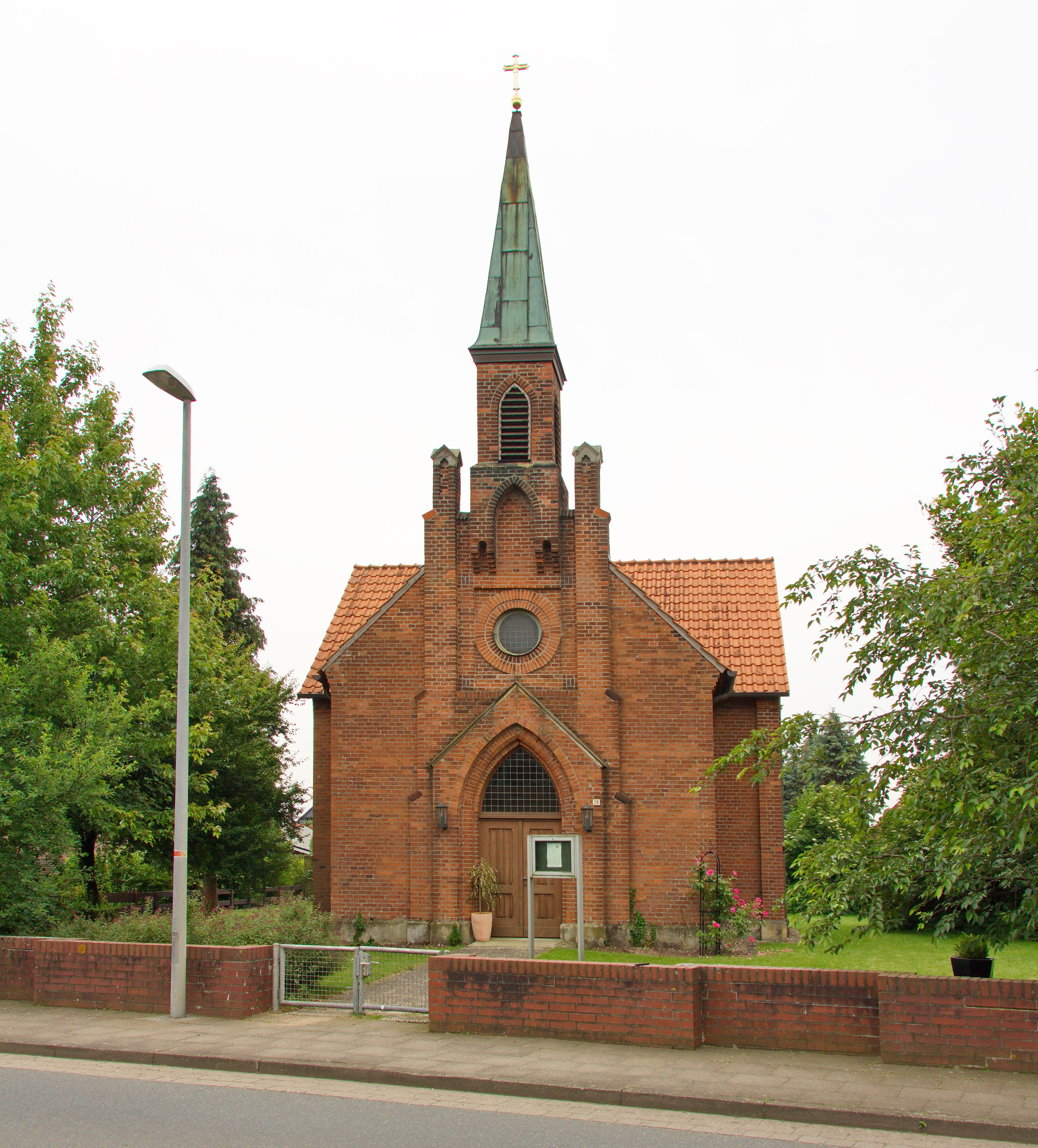
St.-Vitus-Kapelle

### Bauwerke
Das Straßendorf ist geprägt durch eine lockere Siedlungsweise, wobei Höfe mit mächtigen Giebeln und Fachwerkbauten dominieren.
Sehenswert sind vor allem die St.-Vitus-Kapelle, die im Jahr 2014 ihr 150-jähriges Bestehen feierte, sowie das 1958 errichtete Ehrendenkmal.

### Sport
Suttorf verfügt über einen Sportplatz. Der SV Eintracht Suttorf 1923 e. V. bietet den Interessenten des Ortes in 12 Sparten ein breites Angebot sportlicher Betätigung.

## Wirtschaft und Infrastruktur

### Unternehmen
Die Wirtschaft des Ortes ist durch Kleinbetriebe geprägt. Zu den größten Arbeitgebern zählen ein Bauunternehmen und ein Drucklufttechnikbetrieb.

### Verkehr
Die Justus-von-Liebig-Straße verbindet den Ort im Süden mit der Bundesstraße 6 sowie dem Stadtzentrum von Neustadt am Rübenberge. Nördlich verbindet die Basser Straße mit dem Nachbarort Basse.

## Persönlichkeiten

### Söhne und Töchter des Ortes
- Hans Wellmann (1936–2012), war ein Linguist und Germanist

### Personen, die mit dem Ort in Verbindung stehen
- Tessa Rinkes (* 1986), ehemalige deutsche Fußballspielerin, die zuletzt beim FSV Gütersloh 2009 unter Vertrag stand, sie spielte auch für zwei Jahre beim SV Suttorf